# Radoši kod Višnjana
Radoši kod Višnjana (en italien : Radossi di Visignano) est une localité de Croatie située en Istrie, dans la municipalité de Višnjan, dans le comitat d'Istrie. En 2001, la localité comptait 32 habitants.

## Démographie
| 1948 | 1953 | 1961 | 1971 | 1981 | 1991 | 2001 |
| ---- | ---- | ---- | ---- | ---- | ---- | ---- |
| 87   | 65   | 63   | 50   | 44   | 23   | 32   |